# Tesařská širočina

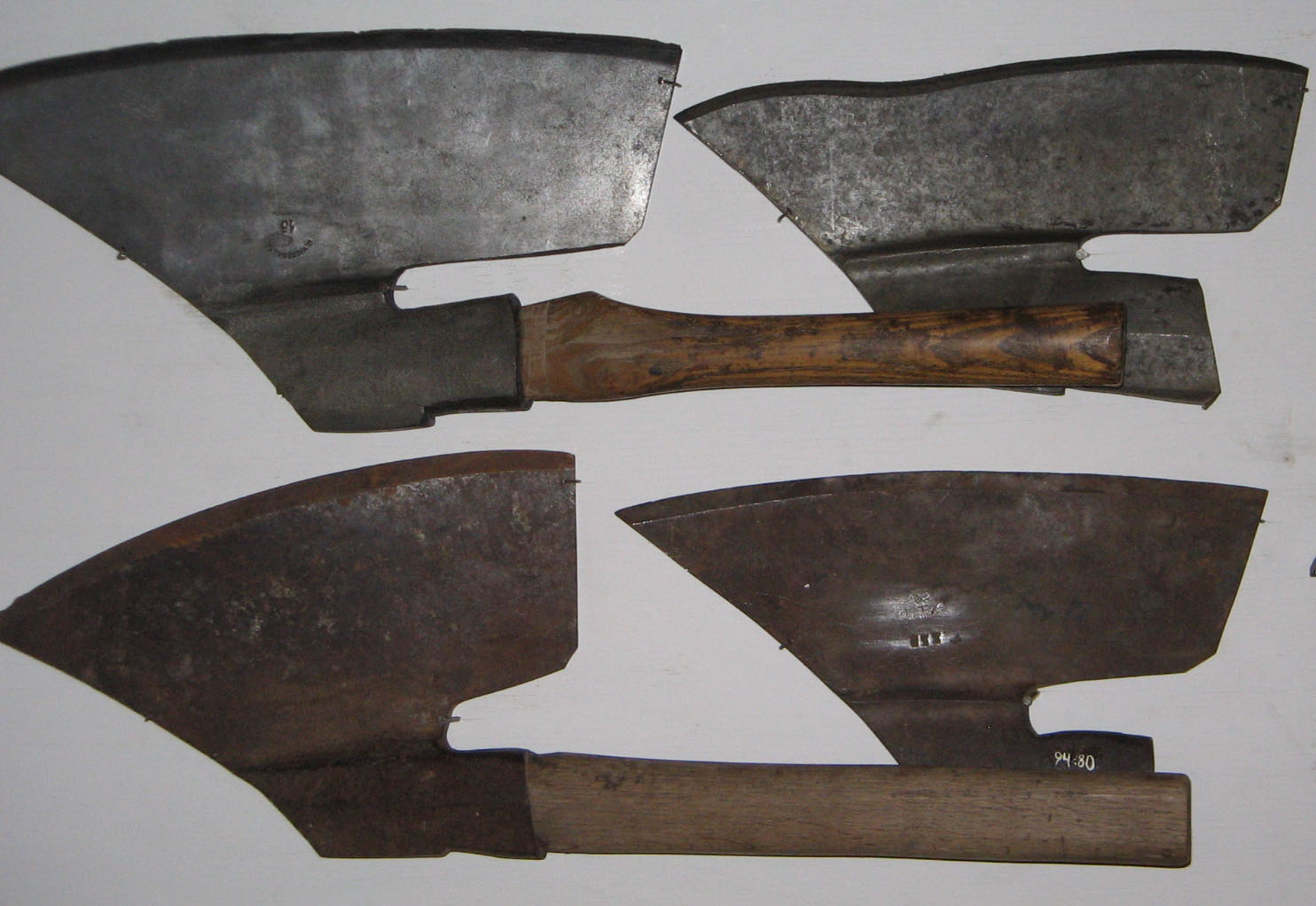
Tesařské širočiny

Tesařská širočina patří mezi sekery, používá se k opracování dřeva, zejména pak pro ruční výrobu trámů. Tesařská širočina, jak už z jejího názvu vyplývá, má široké dlouhé ostří jež je vytočeno zhruba o 10–12 stupňů od osy sekery. Topůrka těchto seker jsou zhotovena tak aby se přiblížila ose tesání a přitom aby tesaný materiál nepřekážel ruce. Širočinou se trámy opracovávají už jen na čisto, před jejím použitím se kulatina zpracovává ještě sekerou křeslicí nebo bradatkou.